# Moville
Moville (Magh Bhille o Bun an Phobail en irlandés) es una ciudad en el condado de Donegal cerca del extremo norte de Irlanda.
La población disfruta de una ubicación pintoresca en la orilla norte del lough Foyle, a unos 30 km desde Derry, que queda al otro lado de la frontera con Irlanda del Norte.
En la segunda mitad del siglo XIX, Moville fue un punto significativo de embarque para muchos viajeros, especialmente emigrantes, a Canadá y los Estados Unidos de América. Los buques a vapor de la Línea Anchor, de Glasgow, y otras de camino desde Glasgow a la ciudad de Nueva York regularmente paraban en Moville para coger a pasajeros adicionales. Hoy, la ciudad recibe pequeño tráfico marítimo; conserva una pequeña bahía de pesca, pero el puerto de pesca importante comercial en Greencastle queda sólo a pocos kilómetros.
Una regata anual se celebra en Moville todos los meses de agosto, y ha sido así desde principios del siglo XIX. 